# 六波羅蜜寺
六波羅蜜寺（ろくはらみつじ）是位在日本京都府京都市東山區的真言宗智山派寺院。山號「補陀洛山」（ふだらくさん）。主祀十一面觀音菩薩，開基（創立者）為空也。平安時代末期平清盛和平家一門在六波羅蜜寺附近建造居館六波羅館，之後的鎌倉幕府也在附近設置六波羅探題，監視朝廷動向。

## 關連項目
- 西國三十三箇所
- 都七福神

## 外部連結
- 六波羅蜜寺 （页面存档备份，存于）